# 片山潛
片山潛（1859年12月26日—1933年11月5日），號深甫，日本勞工運動家、社會主義者、馬克思主義者、思想家和社會事業家。

## 生平
幼名菅太郎，出生在日本美作國久米南條郡羽出木村（今岡山縣久米郡久米南町羽出木）的莊屋藪木家，為家中的次子。1877年10月，為了避免服兵役，被送給居住在神木村（今久米南町神木中）的親戚片山幾太郎當養子。1880年進入岡山師範學校（今岡山大學教育學部）學習，翌年退學並前往東京，在攻玉社當塾僕。1884年，在朋友岩崎清七（三菱財閥創建者岩崎彌太郎的侄子）的勸說下前往美國，半工半學，先後進入瑪麗維爾學院、格林內爾學院、耶魯大學學習。他研究西洋古典學，苦心研讀柏拉圖、索福克勒斯等人的著作，在1896年取得學位並回國。
雖然在美國學習牧師相關的專業，但他回國後沒有當牧師的志向，卻對起源於英國的美國社會福音運動產生了共鳴。在傳教士的幫助下，與朋友高野房太郎將神田區三崎町的自宅改立，作為基督教社會事業的據點。就這樣，在1897年，日本最早的隣保館「金斯利館」（キングスレー館）成立了。
片山潛以金斯利館為中心，積極展開勞工運動。同年12月又創刊了《勞動世界》並擔任主編，為日本最早工會的成立發揮重要作用。1901年與幸德秋水參加日本第一個社會主義政黨社会民主党。
1903年12月再次前往美國。翌年第二國際在阿姆斯特丹舉行萬國社會黨第六回大會，片山潛出席了大會。恰巧此時發生日俄戰爭，他與俄羅斯代表普列漢諾夫一起，代表勞工表示反戰的態度。
1906年日本社會黨成立後加入該黨。片山潛提出議會政策論（工人爭取普選權），與幸德秋水的直接行動論（工人罷工發動革命）發生對立而分道揚鑣。1911年，片山潛因指揮東京市電罷工而被逮捕入獄。1914年流亡美國。1917年俄國發生十月革命之後，片山潛在思想上開始支持馬克思主義。此後，片山潛為美國共產黨、墨西哥共產黨的成立作出貢獻，並積極投身於北美的社會主義革命事業中。
1921年前往蘇聯，擔任第三國際常任執行委員會幹部。他在國外指導日本共產黨的成立事務，同時指揮著反对帝国主义大同盟。
1933年11月5日，片山潛死於莫斯科。同月9日，15萬蘇聯市民和第三國際領導人參加了他的葬禮。加里寧、斯大林、威廉·皮克、庫恩·貝拉、野坂參三等14人為他蓋上了棺材。根據蘇聯共產黨的最高榮譽，他的遺骨被砌入了克里姆林宮的牆壁之中。

## 图集

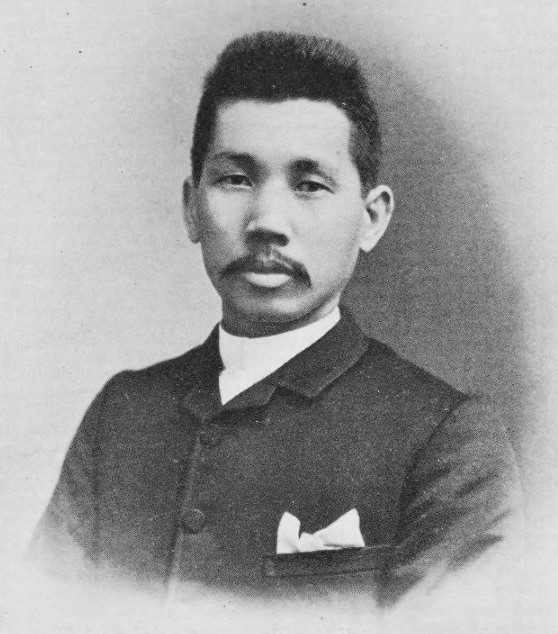
25岁时的片山潜
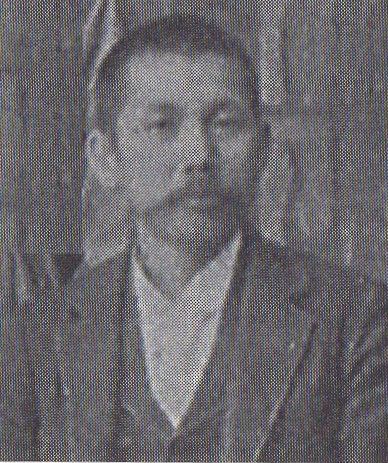
1901年的照片
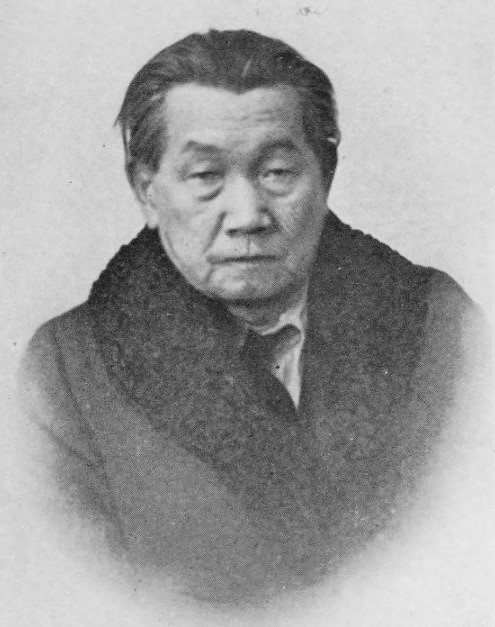
1925年时
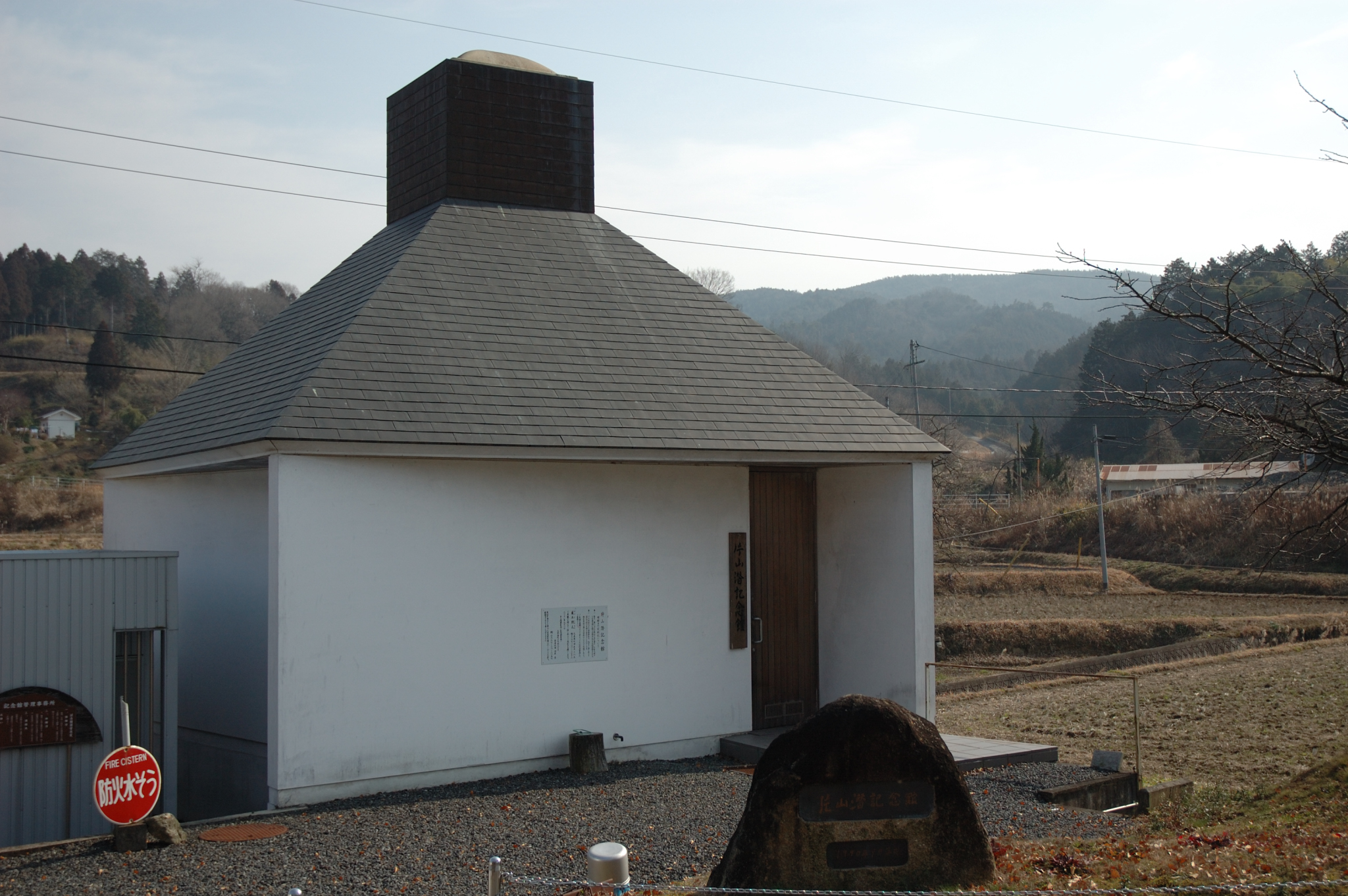
片山潜纪念馆（冈山县久米南町）
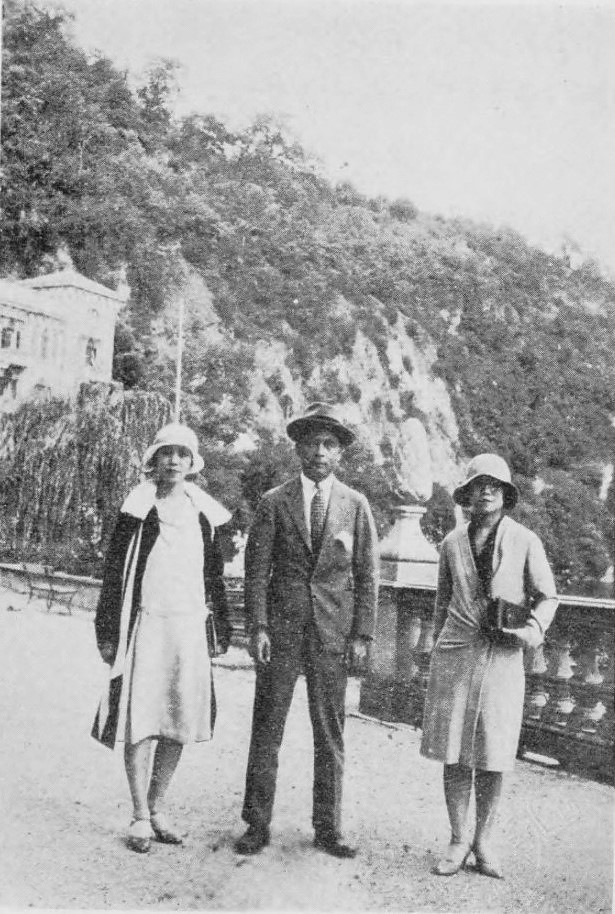
与长女片山安子（右一）、原信子（日语：原信子）（左一）在一起

## 外部連結
- （日語） 片山 潜相關作品 （页面存档备份，存于）（青空文庫）
- （日語） 岡山県久米南町的介紹（町的先人）